# Bitwa pod Jaznem
Bitwa pod Jaznem – walki polskiego 29 pułku piechoty mjr. Stefana Waltera z oddziałami sowieckiej 18 Dywizją Strzelców toczone nad Berezyną w okresie wojny polsko-bolszewickiej.

## Geneza
14 maja 1920 ruszyła sowiecka ofensywa wojsk Frontu Zachodniego Michaiła Tuchaczewskiego. 15 Armia Augusta Korka i Grupa Północna Jewgienija Siergiejewa uderzyły na pozycje oddziałów polskich 8 Dywizji Piechoty i 1 Dywizji Litewsko-Białoruskiej w ogólnym kierunku na Głębokie. Wykonująca uderzenie pomocnicze 16 Armia Nikołaja Sołłohuba zaatakowała oddziały 4 Armii gen. Stanisława Szeptyckiego i podjęła próbę sforsowania Berezyny pod Murawą i Żukowcem oraz pod Żarnówkami i Niehoniczami. 
Wobec skomplikowanej sytuacji operacyjnej, 23 maja rozpoczął się ogólny odwrót wojsk polskich w kierunku zachodnim.
Po zatrzymaniu sowieckiej ofensywy Armia Rezerwowa gen. Kazimierza Sosnkowskiego, przy współudziale oddziałów 1. i 4 Armii, zepchnęła przeciwnika na linię rzek Auta i górna Berezyna. W pierwszej dekadzie czerwca front polsko-sowiecki na Białorusi ustabilizował się.
W związku z postępami sowieckiej ofensywy na Ukrainie, Wódz Naczelny Józef Piłsudski wydał rozkaz przeprowadzenia na północy serii wypadów na tyły sowieckie, aby stworzyć wrażenie przygotowywania natarcia dużych sił polskich.

## Walki pod Jaznem
17 czerwca 29 pułk piechoty z batalionem 155 pułku piechoty otrzymał rozkaz opanowania Jazna.
Plan zakładał uderzenie od czoła sił głównych z równoczesnym obejściem miasta od południowego wschodu.
Nocą z 17 na 18 czerwca działania rozpoczął oddział obejścia – III/29 pp i 8 kompania 155 pp.
Pod osłoną ciemności przeprawił się przez Autę, ale po pięciokilometrowym marszu napotkał znaczne siły nieprzyjaciela  i uwikłał się w ciężkie walki.
Rano 18 czerwca uderzyły siły  główne 29 pułku piechoty.
Miejscowość kilkakrotnie przechodziła z rąk do rąk, ale ostatecznie natarcie polskie zostało załamane. 
Wobec rosnących strat i braku łączności z oddziałem obejścia, dowódca pułku wydał rozkaz odwrotu na pozycje wyjściowe nad Autą. III batalion poniósł duże straty i również wycofał się na pozycje wyjściowe.

## Bilans walk
W boju pod Jaznem pułk nie uzyskał powodzenia. Porażka przekreśliła plany polskiego dowództwa oparcia frontu na Dźwinie.
Pułk stracił ponad trzystu żołnierzy, w tym ośmiu oficerów.